# Ceuthomadarus
Ceuthomadarus é um gênero de traça pertencente à família Agonoxenidae.